# Salt Pond
Der Salt Pond (englisch für Salztümpel) ist ein kleiner See an der Scott-Küste des ostantarktischen Viktorialands. Er liegt am nördlichen Ausläufer der Brown-Halbinsel.
S. J. de Mora von der University of Auckland benannte ihn 1987 nach den Salzkristallen hauptsächlich aus Natriumsulfat, die sich im See abscheiden.